# Fatu Hiva
Fatu Hiva è un'isola dell'Oceano Pacifico, la più meridionale dell'arcipelago delle Isole Marchesi, situata a 47 km da Moho Tani e 75 da Hiva Oa.
Di origine vulcanica, come d'altronde buona parte delle Marchesi, presenta picchi che raggiungono facilmente i 1000 metri d'altezza e le cui pareti, quasi verticali, sono spesso a picco sul mare. È presente una vegetazione molto variegata, conseguente alle piogge abbondanti che fanno dell'isola la più umida di tutto l'arcipelago.

## Storia
Fu la prima isola dell'arcipelago ad essere scoperta dall'uomo bianco, ad opera dello spagnolo Álvaro de Mendaña che vi arrivò il 21 luglio del 1595, credendo però di aver raggiunto le coste delle Isole Salomone. Solo più tardi capì d'aver scoperto una nuova terra, a cui diede il nome di Marquesas de Mendoza, in onore del vice-re del Perù che aveva finanziato la sua impresa esplorativa.

## Popolazione
L'isola possiede meno di 600 abitanti, distribuiti nei due villaggi principali: Omoa e Hanavave. Il declino demografico ha caratterizzato buona parte degli ultimi decenni del '900. 

## Nella letteratura
L'antropologo, esploratore e biologo norvegese Thor Heyerdahl, vi trascorse tra il 1937 e il 1938 un lungo periodo insieme alla moglie Liv vivendo in modo assolutamente primitivo. L'esperienza venne narrata dapprima nel libro På Jakt efter Paradiset, pubblicato solo in Norvegia nel 1938 e mai tradotto a causa dello scoppio della Seconda Guerra Mondiale, e successivamente nel libro Fatu-Hiva - Ritorno alla natura, pubblicato negli anni Settanta all'apice della fama dell'autore.